# Vladimír Višváder
Vladimír Višváder (*19.7.1971, Zohor, Československo) je bývalý československý motocyklový závodník, reprezentant České republiky i Slovenska v ploché dráze. Pochází ze slovenského Zohoru, plochou dráhu jezdili i oba jeho bratři Roman Višváder (1961) a Dušan Višváder (1962 – 2013). Univerzální závodník, který jezdil klasickou, dlouhou, travnatou i ledovou dráhu. 

## Závodní kariéra
V mistrovství světa jednotlivců skončil nejlépe v roce 2006 na 16. místě v semifinále. V mistrovství Evropy jednotlivců skončil nejlépe na 15 místě v semifinále v letech 2001 a 2004. Ve čtvrtfinále mistrovství Evropy na trávě skončil na 17. místě v roce 1993. V mistrovství světa družstev na ledové ploché dráze skončil v roce 2018 na 5. místě. V mistrovství Evropy na ledech skončil na 14. místě v roce 2018 V mistrovství České republiky jednotlivců skončil nejlépe na 10. místě v roce 2000, v roce 2002 byl na 11. místě. V juniorském mistrovství Československa skončil na 3. místě v roce 1992. V mistrovství České republiky na dlouhé dráze skončil na 10. místě v roce 1993. Je mistrem ČR Extraligy družstev v letech 2006 (Slaný), 2009 (Mšeno) a 2010 (Mšeno). V Extralize startoval za Pardubice, Březolupy, Chabařovice, Mšeno, Plzeň a Slaný.
Je vicemistrem České republiky jednotlivců na ledech 2016 a mistrem České republiky dvojic na ledech 2016 (s Lukášem Volejníkem). V roce 2003 zvítězil v mezinárodním halovém závodě v Debrecenu.